# Slingerliljesläktet
Slingerliljesläktet (Littonia), släkte i familjen tidlöseväxter med sju arter från Afrika. En art odlas sällsynt som krukväxt i Sverige.